# Шэн Шицай
Шэн Шица́й (кит. упр. 盛世才, пиньинь Shèng Shìcái, 1895—1970) — генерал-губернатор Синьцзяна в 1933—1944 годах, руководитель Синьцзянской клики, его называли «князь Синьцзяна».

## Биография

### Учёба и начало военной карьеры
Шэн Шицай родился в 1895 году в Кайюани (провинция Ляонин, юг Маньчжурии) в зажиточной крестьянской семье этнических китайцев (ханьцев). После окончания учёбы в Китае в 1915 году поступил в Университет Васэда в Токио, где изучал политическую экономию в течение года. Беспорядки в Китае заставили его вернуться на родину.  В 1919 году он принял участие в Движении 4 мая как представитель студентов Ляонина. В этот период у него развились радикальные и антияпонские настроения. По собственному признанию, тогда же стал марксистом под влиянием «Азбуки коммунизма» Бухарина и Преображенского.

«Осознав бесполезность книжного обучения», решил заняться военной карьерой и прошёл военную подготовку в южной провинции Квантун , известной своими либеральными и реформистскими взглядами. В молодости присоединился к Фэнтяньской клике. Быстро поднялся до должности штабного офицера в звании подполковника  и получил командование ротой. Го Сунлин отправил его учиться в Японию, где он обучался в Университете Мэйдзи и Рикугун дайгакко. Хотя он поддержал переворот против Чжан Цзолиня, ненадолго возвратившись в Маньчжурию, но смог вернуться в Японию при поддержке Фэн Юйсяна и Чан Кайши. В 1927 году, завершив обучение, он вернулся в Китай, чтобы принять участие в Северном походе, и стал служить при штабе НРА в звании полковника. Шэн тогда был членом левонационалистических фракций Гоминьцзюня, однако не присоединился к Гоминьдану. 
В 1929—1930 годах Шэн Шицай был послан в Синьцзян для работы вместе с губернатором Цзинь Шужэнем. В это время Цзинь Шужэнь ликвидировал сепаратистское государственное образование в Хами. Местные жители в 1931 году восстали, и призвали на помощь Ма Чжунъина из провинции Ганьсу. Шэн Шицай, используя осевших в Синьцзяне белогвардейцев, сумел отразить войска Ма и подавить восстание.

### Во главе Синьцзяна
В 1933 году белогвардейцы, служившие у Цзинь Шужэня, взбунтовались против него. Цзинь Шужэнь был вынужден бежать на территорию СССР, и губернатором Синьцзяна стал Шэн Шицай. С помощью СССР Шэн Шицай укрепил свою власть в провинции, заключив в ответ на это с Советским Союзом ряд выгодных для СССР соглашений. В 1935 году Лазарь Каганович, возглавлявший недавно созданную комиссию по развитию направлений сотрудничества с Синьцзяном, внёс в Политбюро предложения, на основе которых режим Шэна получил кредиты под низкие проценты, разнообразную экономическую помощь, многочисленных консультантов и специалистов. 
Зависимость режима Шэна от Советского Союза была подчёркнута с публикацией «Шести основных политических курсов» в декабре 1934 года, гарантировавших его ранее принятый «Великий манифест из восьми пунктов»  и включавших «антиимпериализм, дружбу с Советским Союзом, расовое и национальное равенство, чистое правительство, мир и реконструкцию». Шэн называл их «искусным, жизненно важным применением марксизма, ленинизма и сталинизма в условиях феодального общества экономически и культурно отсталого Синьцзяна».  
При советской поддержке в 1937 году была одержана победа над Ма Хушанем. В итоге Синьцзян фактически находился под протекторатом СССР, а на его территории могла спокойно действовать КПК, под началом Шэн Шицая была создана марксистская Народная антиимпериалистическая ассоциация. Шэн даже вступил в ВКП(б) в августе 1938 года и получил партийный билет № 1859118 непосредственно от Молотова во время визита в Москву.  
Огромной властью в провинции в 1933—1937 годах обладал генеральный консул СССР в Урумчи с особыми полномочиями Гарегин Апресов, который позже был отозван в Москву и репрессирован. Параллельно со сталинским Большим террором 1937 года Шэн занялся собственными чистками, заключив в тюрьму (а также казнив или замучив до смерти) 100 000 человек («предателей», «пантюркистов», «врагов народа», «троцкистов», «националистов» и «империалистических шпионов»), большинство из которых были уйгурами. 

### Падение и последние годы
Устранив многих своих оппонентов, администрация Шэна столкнулась с нехваткой персонала. По этой причине он обратился за помощью к Коммунистической партии Китая. В условиях Второго единого фронта против японцев КПК направила десятки своих кадров в Синьцзян. Однако в 1942 году под впечатлением поражений СССР в войне с нацистской Германией Шэн Шицай стал проводить антисоветскую политику, удалил советских советников и развязал репрессии против коммунистов — в частности, казнив Мао Цзэминя (брата Мао Цзэдуна). Однако Шэн Шицай ошибся в расчётах, и недооценил степень недоверия Чан Кайши к нему. С коренным переломом во Второй мировой войне он вновь попытался сменить сторону и вернуть доверие СССР, но безуспешно (он приказал арестовать чиновников Гоминьдана, заявив Сталину, что те — японские шпионы, а Чан Кайши — что они коммунисты). В августе 1944 года он был смещён с должности губернатора, получив взамен должность министра сельского и лесного хозяйства.
Шэн Шицай отправился из Синьцзяна в Чунцин 11 сентября 1944 года. С ним шло 50 (по другим данным, 135) грузовиков, вывозивших его имущество, «заработанное» во время службы в Синьцзяне (в том числе 1,5 тонны золота и 15 тонн серебра, сундуки, полные ценных рогов антилоп, и бесконечные блоки опиума). На Шестом съезде Гоминьдана в мае 1945 года уйгурский лидер Масуд Сабри потребовал казни Шэна, однако Чан Кайши защитил того. Шэн занимал министерский пост до 30 июля 1945 года, а затем работал советником Ху Цзуннаня в Сиане. 
После поражения Гоминьдана в гражданской войне Шэн Шицай вместе с другими членами правительства в 1949 году эвакуировался на Тайвань, где он и жил до своей смерти. В 1958 году написал свои мемуары «Красный провал в Синьцзяне».
Умер 13 июля 1970 года от инсульта в возрасте 74 лет.